# Visca Anchorage
Visca Anchorage (französisch Anse Visca) ist eine Nebenbucht im Nordwesten des Martel Inlet in der Admiralty Bay im Süden von King George Island im Archipel der Südlichen Shetlandinseln.
Kartiert wurde sie bei der Fünften Französischen Antarktisexpedition (1908–1910) unter der Leitung Jean-Baptiste Charcots. Charcot benannte den Ankerplatz (englisch anchorage) nach dem mit ihm befreundeten uruguayischen Arzt Pedro Francisco Visca (1840–1912).